# Коломийський провулок
Коломи́йський прову́лок — провулок у Голосіївському районі міста Києва, місцевість Голосіїв. Пролягає від Голосіївського проспекту до Васильківської вулиці.
Прилучаються вулиці Зої Бутенко і Юлії Здановської.

## Історія
Провулок відомий з 1924 року під назвою Комиївський. З другої половини 1930-х років фігурує під назвами Коломієвський або Коломиївський. У 1930–50-х роках у офіційних довідниках і документах щодо провулку також застосовувалися назви: Коломійцевський, Коломійчеський, Коломійченський. Сучасна «уточнена» назва — з 1985 року.
У 1950–60-х роках був значно продовжений (пролягав від Васильківської вулиці до кінця забудови) і повністю перебудований. Житлова забудова вулиці представлена здебільшого цегляними п'ятиповерховими «хрущовками»
Саме тут у 1957 була побудована перша київська «хрущовка».
Назва Коломиївська вулиця у 1950–80-х роках побутувала щодо відрізку теперішньої Сумської вулиці від Васильківської до Козацької вулиці.